# Troféu HQ Mix
Troféu HQ Mix è un premio di fumetti che si assegna annualmente in Brasile. 
Il premio è stato creato nel 1989 da João Gualberto Costa (Gual) e José Alberto Lovetro (Jal), membri dell'Associazione dei vignettisti brasiliani. Il nome si riferisce allo show televisivo sui fumetti che Gual e Jal avevano negli anni '80: "HQ" è l'abbreviazione di "História em Quadrinhos" ("Fumetti" in portoghese brasiliano) e "Mix" deriva dal nome dello spettacolo (" TV Mix 4 ").
Il design del trofeo cambia ogni anno, rendendo sempre omaggio a un personaggio dei fumetti brasiliani. I voti sono fatti da artisti e professionisti dell'area, editori, ricercatori e giornalisti.